# Björn (gaykultur)

Björn-flaggan

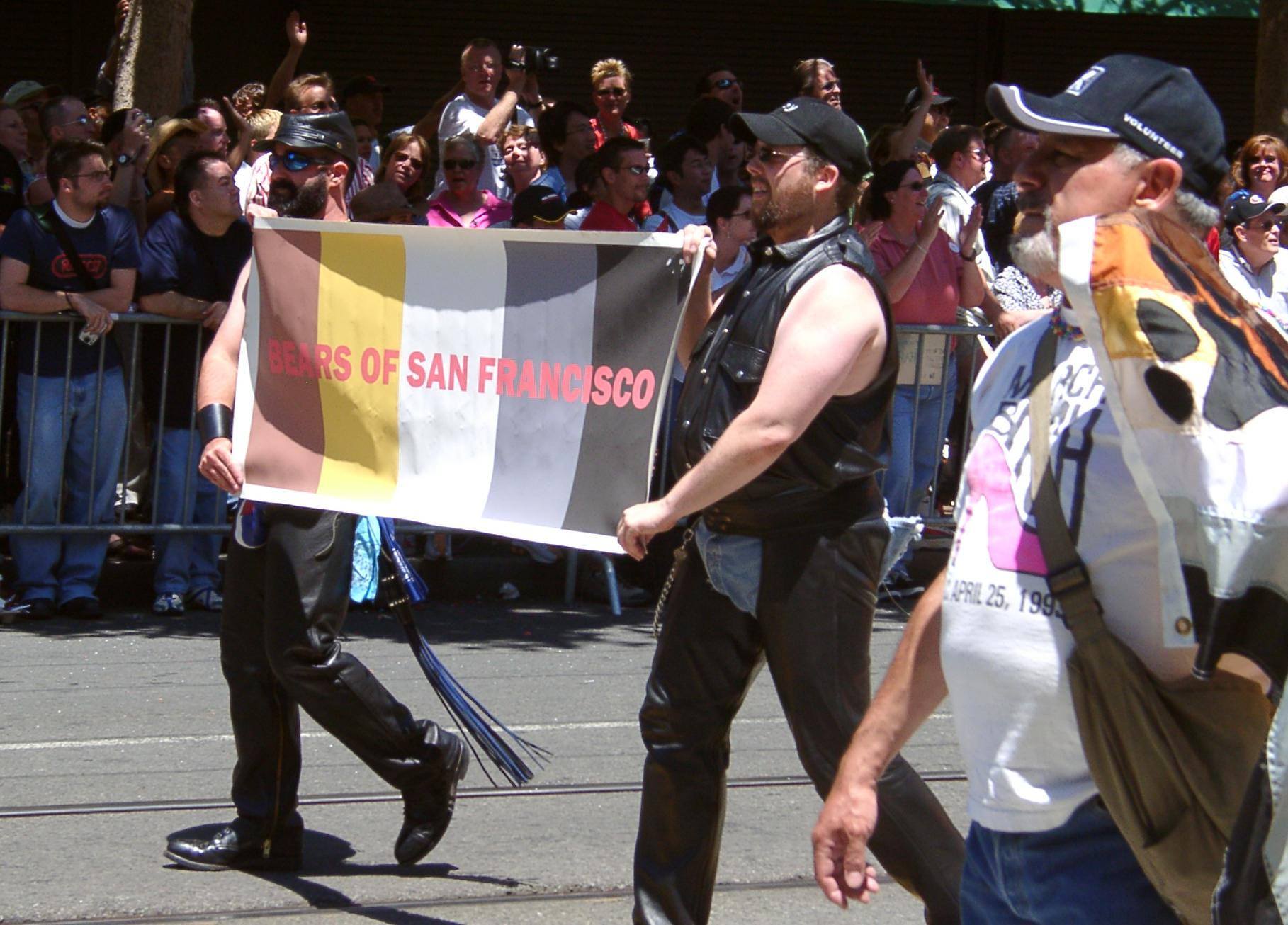
Björnar på Pride

Björnrörelsen är en subkultur inom HBTQIA-samhället för homo- och bisexuella män som föredrar vissa ideal som tydligt avgränsar sig från norm idealen inom homovärlden. Olika björnföreningar, klubbar och andra sociala plattformar fungerar som mötesplatser. De utseendemässiga idealen betonar maskulinitet och kraftig kroppsbehåring, och det är heller inte negativt att ha en tydlig övervikt. Björnföreningar finns i stora delar av västvärlden och har internationella nätverk, Kulturen började omkring år 1980 i USA som en motpol till den då rådande gay-normen att vara smal och hårlös. Som gemensam symbol brukar man använda den så kallade "björnflaggan".
En björn är alltså en maskulin homo- eller bisexuell, ofta icke alltför ung, man som uppvisar vissa fysiska drag, vilka ses som särskilt manliga, i synnerhet kraftig kroppsbehåring. Björnar uttrycker ofta en tydlig maskulinitet och undviker ibland att umgås med män som uppvisar femininitet eller fjollighet.

## Terminologi
- Cub – en yngre (eller visuellt yngre) version av en björn, ibland men inte alltid, med en mindre ram.
- Chub –En tung man som kan beskrivas som överviktig eller tjock. Dessa män är också en distinkt subkultur inom gaygemenskapen, och kanske/kanske inte identifierar sig med björnrörelsen
- Otter – Betraktad som en underart av "björn" av vissa, en utter är en hårig smal/liten man.
- Ursula – En lesbisk björn.
- Panda (eller Pandabjörn) – En björn av asiatisk härkomst.
- Polar bear – En äldre björn vars ansikts- och kroppsbehåring övervägande eller helt är vitt eller grått.
- Trans bear – En transperson, vanligtvis en transman, som är hårig och tung.
- Wolf – En homosexuell man med kropps- och ansiktshår, men också en väldigt mager, muskulös, atletisk byggnad.

## Symbol
Björngruppen representeras av björnflaggan, som har sju horisontella ränder, uppifrån och ner i färgerna brunt, rödbrunt, gult, beige, vitt, grått och svart, samt ett björntassavtryck i svart i övre hörnet mot flaggstången. Inspiration till flaggans grundmönster med sju ränder kommer från den regnbågsflagga som används som symbol för HBTQIA-rörelsen.
En del björnar tatuerar in en "Björntass" med diverse variationer, men oftast är det tassen på flaggan till höger som tatueras in någonstans på kroppen, vanligtvis på bröst, rygg eller arm. 

## Källhänvisningar
1. 1 2  Kevin (2012-03-18): "The Beginner’s Guide to Gay Labels". Arkiverad 20 augusti 2014 hämtat från the Wayback Machine. Homorazzi.cok. Läst 17 augusti 2014. (engelska)